# Gadila gadus
Gadila gadus är en blötdjursart som först beskrevs av Montagu 1803.  Gadila gadus ingår i släktet Gadila och familjen Gadilidae. Inga underarter finns listade i Catalogue of Life.